# Henri Ier (roi de Navarre)
Pour les articles homonymes, voir Henri, Henri Ier et Henri III.
Henri Ier de Navarre (mort le 22 juillet 1274), dit « le Gros », est roi de Navarre de 1270 à 1274. Il est comte de Champagne (sous le nom d'Henri III de Champagne) à la même période. Il succède à son frère le roi Thibaud II, également comte de Champagne sous le nom de Thibaut V de Champagne.

## Biographie
Fils cadet du roi Thibaud Ier et de Marguerite de Bourbon (morte v. 1256), il devient comte de Rosnay à l'âge de quatorze ans, en obtenant les 4/5e de la châtellenie de Rosnay et 5 000 livres annuelles dont le dote son frère aîné, Thibaud, roi de Navarre et comte de Champagne. Ce n'est qu'en 1265 à la mort de son autre frère Pierre, vicomte de Muruzabal, que Henri devient héritier de Thibaud qui n'a pas de descendance de son mariage. C'est à cette même époque en 1265, que Henri est alors fiancé à Constance de Moncade, fille de Gaston VII, vicomte du Béarn. Mais Henri III d'Angleterre craignant cette union, fait casser celle-ci. De plus, Henri n'est guère intéressé par ce mariage, en effet il est tombé sous le charme d'une jeune fille de la maison navarraise de Lehet. De cette relation naît un fils illégitime, Juan Enriquez de Navarre. Thibaud, « courroucé » par ses agissements qui s'opposent à son projet politique, le chasse de Navarre et l'envoie en Champagne.
Le 12 mars 1269, Henri fait amende honorable pour ses actes auprès de son frère dans une cérémonie à Longjumeau. Il fait la promesse de ne point se marier hors du royaume de France sans le consentement de son frère. Il épouse Blanche d'Artois, nièce de Louis IX, quelques mois plus tard.
Thibaud, époux d'Isabelle de France, fille de Louis IX, s'embarque avec son beau-père en 1270, pour la Huitième croisade. Henri acte dès lors comme régent du royaume de Navarre et du comté de Champagne, son frère l'ayant nommé vice roi. Mais la croisade voit la mort de Louis IX et Thibaud meurt revenant de celle-ci, victime de la peste. Actant dès lors comme souverain, son frère n’ayant pas d'enfant, il est reconnu roi de Navarre le 1er mars 1271, au cours de la cérémonie où il est sacré et reconnaît les coutumes de Navarre et les franchises navarraises.
Henri est un roi « placide et débonnaire ». Sollicité par Philippe de Castille, contre son frère Alphonse X, il décline cette éventuelle alliance dont les conséquences sont hasardeuses. En juin, en voyage en Champagne, il fait hommage à Philippe III de France. En 1272, il établit un projet de mariage entre son fils Thibaud, âgé de deux ans et l'infante Yolande de Castille, avec Alphonse X de Castille qu'il rencontre le 25 septembre 1272. Mais ce projet d'union est de courte durée. En effet, en 1273, Thibaud meurt dramatiquement en tombant de la fenêtre du château d'Estella, ayant échappé à la garde de sa nourrice. Sa mort scelle la fin du rapprochement entre la Navarre et la Castille ainsi que la branche aînée de la maison de Blois. Alphonse X devint plus agressif, se reconnaissant comme l'héritier de la Navarre. Revenu de Champagne, Henri institue sa fille, Jeanne comme héritière de Navarre et de Champagne et la fait reconnaître par les Cortes en octobre 1273. Le 30 novembre 1273 il rencontre Édouard Ier d'Angleterre qui se trouvait alors à Bayonne et signe avec lui le traité de Bonloc qui prévoit une alliance matriomoniale anglo-navarraise, l'héritière Jeanne étant fiancée à l'héritier anglais. 
Il meurt cependant un an plus tard à Pampelune, le 22 juin 1274, du fait de son embonpoint ou d’une maladie des reins, laissant le royaume dans une situation incertaine.

## Mariage et descendance
Henri Ier de Navarre épouse en 1269 Blanche d'Artois. De cette union naissent :
- Thibaud (printemps 1270 - †1273) ;
- Jeanne (17 avril 1271 - 4 avril 1305) dite l'infante de Navarre.

À sa mort, sa fille, l'infante Jeanne, âgée de trois ans, lui succède. Elle est mariée en 1284 à Philippe de France (fils aîné du roi Philippe III le Hardi), qui devient donc roi de Navarre avant son avènement au trône de France l'année suivante.
Il a aussi un fils illégitime avec Munia (ou Maria) de Lehet : 
- Juan Enriquez de Navarre (vers 1267 - †1321), seigneur de Lacarre, chevalier et ricombre de Navarre, tué à la bataille de Béotibar en 1321. Celui-ci a épousé l'héritière de Lacarre et est la tige de la seconde maison de ce nom[4].

## Sources
- Histoire généalogique et chronologique de la maison royale de France, des pairs, grands officiers de la couronne & de la maison du Roy, & des anciens barons du royaume… Anselme de Sainte-Marie (1625-1694), Honoré Caille Du Fourny, Ange de Sainte-Rosalie (1655-1726), Simplicien ([Père]).